# Mutnik (dopływ Koszarawy)
Mutnik – potok, lewy dopływ Koszarawy. Ma długość około 1,8 km.
Mutnik wypływa na wysokości około 554 m przy północno-wschodniej granicy wsi Mutne w województwie śląskim, w powiecie żywieckim, w gminie Jeleśnia. Spływa w kierunku południowo-zachodnim, przepływa pod drogą nr 885 i zaraz za nią uchodzi do Koszarawy na wysokości 407 m. Od wschodniej strony zbocza doliny Mutnika tworzy Pasmo Pewelskie ze szczytami Beskid i Janikowa Grapa, od zachodniej Biedaszkowski Groń. Koryto Mutnika w dolnym biegu tworzy granicę między wsiami Mutne i Pewel Mała, większa część zlewni znajduje się we wsi Mutne, niewielka we wsi Pewel Mała.